# Chrysosoma collarti
Chrysosoma collarti är en tvåvingeart som beskrevs av Charles Howard Curran 1927. Chrysosoma collarti ingår i släktet Chrysosoma och familjen styltflugor. Inga underarter finns listade i Catalogue of Life.